# Amphirrhox
Amphiorrhox es un género de plantas con flores perteneciente a la familia Violaceae. Comprende dos especies.

## Especies aceptadas
A continuación se brinda un listado de las especies del género Amphiorrhox aceptadas a fecha de octubre de 2011, ordenadas alfabéticamente. Para cada una se indica el nombre binomial seguido del autor, abreviado según las convenciones y usos.
- Amphiorrhox grandifolia Melch.
- Amphirrhox longifolia (A.St.-Hil.) Spreng.